# I Hate You (álbum)
I Hate You es el tercero álbum Solista del cantante y músico chileno y brasileño Giovanni Falconi Vocalista y Guitarrista de la banda grunge Tatto Falconi TTF. se proyectó que su tercera entrega se lanzaría a comienzos de 2021, pero la pandemia del covid-19 retrasó su grabación. y no fue, sino, que hasta el fin del tercer trimestre es lanzado al mercado su tercer disco bajo el nombre de “I Hate You”. Este disco cuenta con 10 temas, con canciones en Inglés. «I Want Field» fue el sencillo de este álbum. actualmente es unos de los temas más tocado en las radios chilenas, estadounidenses y europeas, en el segundo semestre del 2021; las canciones «Poison Lady», «Mother Oppressor», «Caravan» y «Know Why», fueron las demás canciones. Este disco tiene como temática de desahogos que habla de la sociedad, el descontento hacia la política, con canciones creadas con historias de la vida de Giovanni en todos sus aspectos."historias de amor" y "protestas sociales". mezcla el grunge, punk rock y heavy metal.

## Lista de canciones
1. "Poison Lady" - 2:35
2. "Mother Oppressor" - 2:06
3. "Kill Me" - 1:33
4. "You Got A Rock And Roll" - 2:48
5. "I Hate You" - 1:03
6. "Ocean" - 4:14
7. "I Want Field" - 5:48
8. "Caravan" - 6:10
9. "Know Why" - 3:34
10. "My Only Friend" - 4:21